# 佩列梅什利亞內

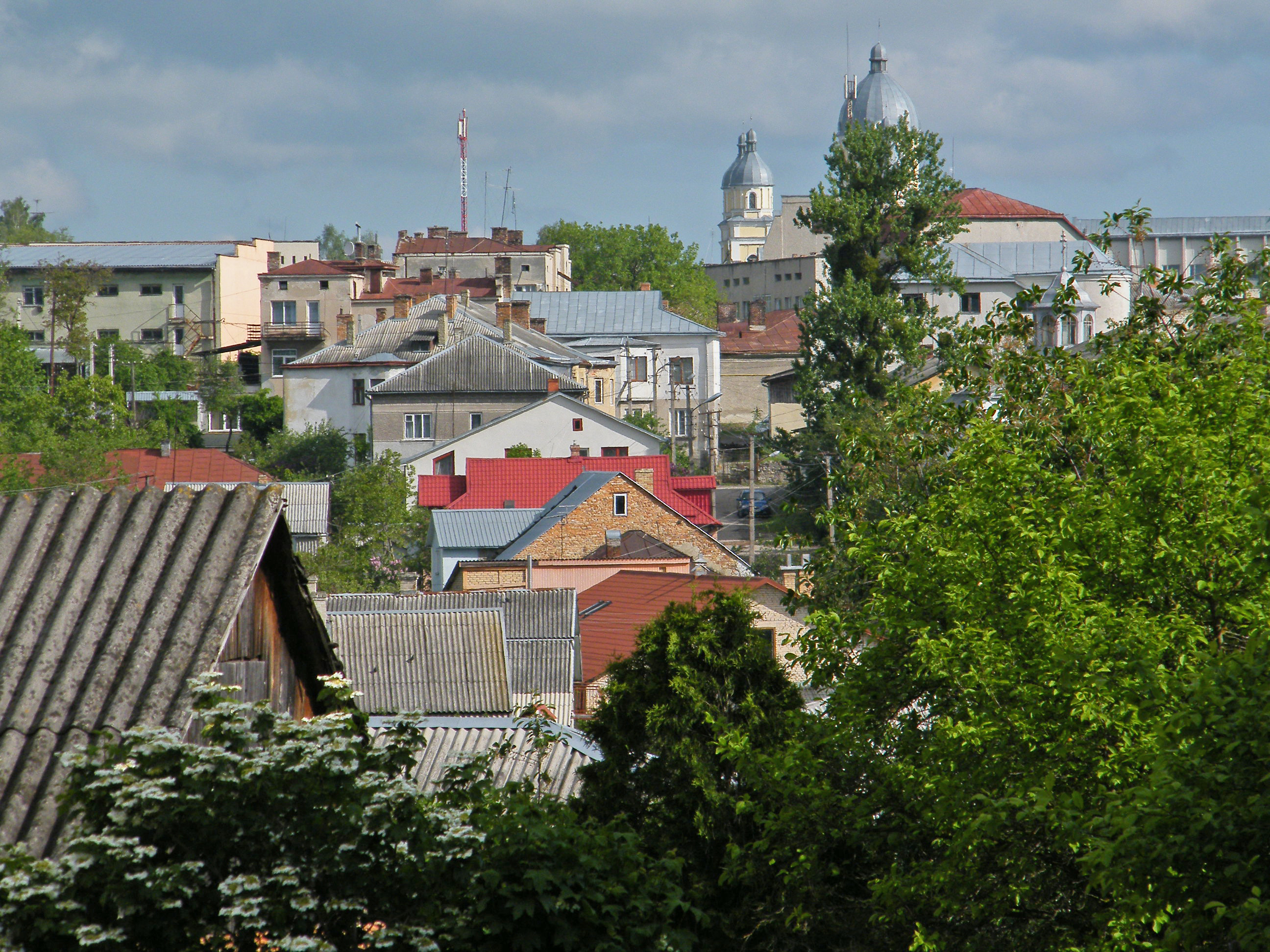
市中心

佩列梅什利亞內（羅馬化：Peremyshliany）是烏克蘭西部利維夫州利维夫区佩列梅什利亚内市镇内的城市及行政中心。距離州府利維夫46公里，始建於1437年，面積4.65平方公里，2022年人口6,415。

## 外部連結
- Peremyshlyany town website （页面存档备份，存于）

49°40′12″N 24°33′34″E / 49.67000°N 24.55944°E